# 일본의 방위대신

해상자위대에서 사용하고 있는 방위대신기

방위대신(일본어: 防衛大臣 보에이다이진[*])은 방위성의 장으로, 국무대신이다.

육상자위대 및
항공자위대에서 사용하고 있는 방위대신기

## 역대 대신

### 군무대신(軍務大臣)

#### 육군경(陸軍卿)
| 대수 | 이름                         | 임기                             | 비고      |
| ---- | ---------------------------- | -------------------------------- | --------- |
| 대리 | 야마가타 아리토모 (山縣有朋) | 1873년 4월 29일~1873년 6월 8일   | 조슈 번   |
| 초대 | 야마가타 아리토모 (山縣有朋) | 1873년 6월 8일~1874년 4월 5일    | 조슈 번   |
| 대리 | 쓰다 이즈루 (津田出)         | 1874년 4월 5일~1874년 6월 30일   | 기슈 번   |
| 2대  | 야마가타 아리토모 (山縣有朋) | 1874년 6월 30일~1878년 12월 24일 | 조슈 번   |
| 3대  | 사이고 주도 (西郷従道)       | 1878년 12월 24일~1880년 2월 28일 | 사쓰마 번 |
| 4대  | 오야마 이와오 (大山巌)       | 1880년 2월 28일~1885년 12월 22일 | 사쓰마 번 |

#### 해군경(海軍卿)
| 대수 | 이름                         | 임기                             | 비고      |
| ---- | ---------------------------- | -------------------------------- | --------- |
| 초대 | 가쓰 가이슈 (勝海舟)         | 1873년 10월 25일~1875년 4월 25일 | 번신      |
| 2대  | 가와무라 스미요시 (川村純義) | 1878년 5월 24일~1880년 2월 28일  | 사쓰마 번 |
| 3대  | 에노모토 다케아키 (榎本武揚) | 1880년 2월 28일~1881년 4월 7일   | 번신      |
| 4대  | 가와무라 스미요시 (川村純義) | 1881년 4월 7일~1885년 12월 22일  | 사쓰마 번 |

#### 육군대신(陸軍大臣)
| 대수    | 이름                                     | 내각                  | 임기                              | 소속 정당         | 비고              |
| ------- | ---------------------------------------- | --------------------- | --------------------------------- | ----------------- | ----------------- |
| 초대    | 오야마 이와오 (大山巌)                   | 제1차 이토 내각       | 1885년 12월 22일~1888년 4월 30일  |                   |                   |
| 2대     | 오야마 이와오 (大山巌)                   | 구로다 내각           | 1888년 4월 30일~1889년 12월 24일  |                   |                   |
| 3대     | 오야마 이와오 (大山巌)                   | 제1차 야마가타 내각   | 1889년 12월 24일~1891년 5월 6일   |                   |                   |
| 4대     | 오야마 이와오 (大山巌)                   | 제1차 마쓰카타 내각   | 1891년 5월 6일~1891년 5월 17일    |                   |                   |
| 5대     | 다카시마 도모노스케 (高島鞆之助)         | 제1차 마쓰카타 내각   | 1891년 5월 17일~1892년 8월 8일    |                   |                   |
| 6대     | 오야마 이와오 (大山巌)                   | 제2차 이토 내각       | 1892년 8월 8일~1896년 9월 18일    |                   |                   |
| 7대     | 오야마 이와오 (大山巌)                   | 제2차 마쓰카타 내각   | 1896년 9월 18일~1896년 9월 20일   |                   |                   |
| 8대     | 다카시마 도모노스케 (高島鞆之助)         | 제2차 마쓰카타 내각   | 1896년 9월 20일~1898년 1월 12일   |                   |                   |
| 9대     | 가쓰라 다로 (桂太郎)                     | 제3차 이토 내각       | 1898년 1월 12일~1898년 6월 30일   |                   |                   |
| 10대    | 가쓰라 다로 (桂太郎)                     | 제1차 오쿠마 내각     | 1898년 6월 30일~1898년 11월 8일   |                   |                   |
| 11대    | 가쓰라 다로 (桂太郎)                     | 제2차 야마가타 내각   | 1898년 11월 8일~1900년 10월 19일  |                   |                   |
| 12대    | 가쓰라 다로 (桂太郎)                     | 제4차 이토 내각       | 1900년 10월 19일~1900년 12월 23일 |                   |                   |
| 13대    | 고다마 겐타로 (児玉源太郎)               | 제4차 이토 내각       | 1900년 12월 23일~1901년 6월 2일   |                   |                   |
| 14대    | 고다마 겐타로 (児玉源太郎)               | 제1차 가쓰라 내각     | 1901년 6월 2일~1902년 3월 27일    |                   |                   |
| 15대    | 데라우치 마사타케 (寺内正毅)             | 제1차 가쓰라 내각     | 1902년 3월 27일~1906년 1월 7일    |                   |                   |
| 16대    | 데라우치 마사타케 (寺内正毅)             | 제1차 사이온지 내각   | 1906년 1월 7일~1908년 7월 14일    |                   |                   |
| 17대    | 데라우치 마사타케 (寺内正毅)             | 제2차 가쓰라 내각     | 1908년 7월 14일~1911년 8월 30일   |                   |                   |
| 18대    | 이시모토 신로쿠 (石本新六)               | 제2차 사이온지 내각   | 1911년 8월 30일~1912년 4월 5일    |                   |                   |
| 19대    | 우에하라 유사쿠 (上原勇作)               | 제2차 사이온지 내각   | 1912년 4월 5일~1912년 12월 21일   |                   |                   |
| 20대    | 기고시 야스쓰나 (木越安綱)               | 제3차 가쓰라 내각     | 1912년 12월 21일~1913년 2월 20일  |                   |                   |
| 21대    | 기고시 야스쓰나 (木越安綱)               | 제1차 야마모토 내각   | 1913년 2월 20일~1913년 6월 24일   |                   |                   |
| 22대    | 구스노세 유키히코 (楠瀬幸彦)             | 제1차 야마모토 내각   | 1913년 6월 24일~1914년 4월 16일   |                   |                   |
| 23대    | 오카 이치노스케 (岡市之助)               | 제2차 오쿠마 내각     | 1914년 4월 16일~1916년 3월 30일   |                   |                   |
| 24대    | 오시마 겐이치 (大島健一)                 | 제2차 오쿠마 내각     | 1916년 3월 30일~1916년 10월 9일   |                   |                   |
| 25대    | 오시마 겐이치 (大島健一)                 | 데라우치 내각         | 1916년 10월 9일~1918년 9월 29일   |                   |                   |
| 26대    | 다나카 기이치 (田中義一)                 | 하라 내각             | 1918년 9월 29일~1921년 6월 9일    |                   |                   |
| 27대    | 야마나시 한조 (山梨半造)                 | 하라 내각             | 1921년 6월 9일~1921년 11월 13일   |                   |                   |
| 28대    | 야마나시 한조 (山梨半造)                 | 다카하시 내각         | 1921년 11월 13일~1922년 6월 12일  |                   |                   |
| 29대    | 야마나시 한조 (山梨半造)                 | 가토 도모사부로 내각  | 1922년 6월 12일~1923년 9월 2일    |                   |                   |
| 30대    | 다나카 기이치 (田中義一)                 | 제2차 야마모토 내각   | 1923년 9월 2일~1924년 1월 7일     |                   |                   |
| 31대    | 우가키 가즈시게 (宇垣一成)               | 기요우라 내각         | 1924년 1월 7일~1924년 6월 11일    |                   |                   |
| 32대    | 우가키 가즈시게 (宇垣一成)               | 가토 다카아키 내각    | 1924년 6월 11일~1926년 1월 30일   |                   |                   |
| 33대    | 우가키 가즈시게 (宇垣一成)               | 제1차 와카쓰키 내각   | 1926년 1월 30일~1927년 4월 20일   |                   |                   |
| 34대    | 시라카와 요시노리 (白川義則)             | 다나카 기이치 내각    | 1927년 4월 20일~1929년 7월 2일    |                   |                   |
| 35대    | 우가키 가즈시게 (宇垣一成)               | 하마구치 내각         | 1929년 7월 2일~1931년 4월 14일    |                   |                   |
| 36대    | 미나미 지로 (南次郎)                     | 제2차 와카쓰키 내각   | 1931년 4월 14일~1931년 12월 13일  |                   |                   |
| 37대    | 아라키 사다오 (荒木貞夫)                 | 이누카이 내각         | 1931년 12월 13일~1932년 5월 26일  |                   |                   |
| 38대    | 아라키 사다오 (荒木貞夫)                 | 사이토 내각           | 1932년 5월 26일~1934년 1월 23일   |                   |                   |
| 39대    | 하야시 센주로 (林銑十郎)                 | 사이토 내각           | 1934년 1월 2일~1934년 7월 8일     |                   |                   |
| 40대    | 하야시 센주로 (林銑十郎)                 | 오카다 내각           | 1934년 7월 8일~1935년 9월 5일     |                   |                   |
| 41대    | 가와시마 요시유키 (川島義之)             | 오카다 내각           | 1935년 9월 5일~1936년 3월 9일     |                   |                   |
| 42대    | 데라우치 히사이치 (寺内寿一)             | 히로타 내각           | 1936년 3월 9일~1937년 2월 2일     |                   |                   |
| 43대    | 나카무라 고타로 (中村孝太郎)             | 하야시 내각           | 1937년 2월 2일~1937년 2월 9일     |                   |                   |
| 44대    | 스기야마 겐 (杉山元)                     | 하야시 내각           | 1937년 2월 9일~1937년 6월 4일     |                   |                   |
| 45대    | 스기야마 겐 (杉山元)                     | 제1차 고노에 내각     | 1937년 6월 4일~1938년 6월 3일     |                   |                   |
| 46대    | 이타가키 세이시로 (板垣征四郎)           | 제1차 고노에 내각     | 1938년 6월 3일~1939년 1월 5일     |                   |                   |
| 47대 () | 이타가키 세이시로 (板垣征四郎)           | 히라누마 내각         | 1939년 1월 5일~1939년 8월 30일    |                   |                   |
| 48대    | 하타 슌로쿠 (畑俊六)                     | 아베 노부유키 내각    | 1939년 8월 30일~1940년 1월 16일   |                   |                   |
| 49대    | 하타 슌로쿠 (畑俊六)                     | 요나이 내각           | 1940년 1월 16일~1940년 7월 22일   |                   |                   |
| 50대    | 도조 히데키 (東條英機)                   | 제2차 고노에 내각     | 1940년 7 월 22일~1941년 7월 18일  |                   |                   |
| 51대    | 도조 히데키 (東條英機)                   | 제3차 고노에 내각     | 1941년 7월 18일~1941년 10월 18일  |                   |                   |
| 52대    | 도조 히데키 (東條英機)                   | 도조 내각             | 1941년 10월 18일~1944년 7월 22일  | 내각총리대신 겸임 |                   |
| 53대    | 스기야마 겐 (杉山元)                     | 고이소 내각           | 1944년 7월 22일~1945년 4월 7일    |                   |                   |
| 54대    | 아나미 고레치카 (阿南惟幾)               | 스즈키 간타로 내각    | 1945년 4월 7일~1945년 8월 17일    |                   |                   |
| 55대    | 히가시쿠니노미야 나루히코 (東久邇宮稔彦) | 히가시쿠니노미야 내각 | 1945년 8월 17일~1945년 8월 23일   |                   | 내각총리대신 겸임 |
| 56대    | 시모무라 사다무 (下村定)                 | 히가시쿠니노미야 내각 | 1945년 8월 23일~1945년 10월 9일   |                   |                   |
| 57대    | 시모무라 사다무 (下村定)                 | 시데하라 내각         | 1945년 10월 9일~1945년 12월 1일   |                   |                   |

#### 해군대신(海軍大臣)
| 대수 | 이름                           | 내각                  | 임기                             | 소속 정당         | 비고 |
| ---- | ------------------------------ | --------------------- | -------------------------------- | ----------------- | ---- |
| 초대 | 사이고 주도 (西郷従道)         | 제1차 이토 내각       | 1885년 12월 22일~1888년 4월 30일 |                   |      |
| 2대  | 사이고 주도 (西郷従道)         | 구로다 내각           | 1888년 4월 30일~1889년 12월 24일 |                   |      |
| 3대  | 사이고 주도 (西郷従道)         | 제1차 야마가타 내각   | 1889년 12월 24일~1890년 5월 17일 |                   |      |
| 4대  | 가바야마 스케노리 (樺山資紀)   | 제1차 야마가타 내각   | 1890년 5월 17일~1891년 5월 6일   |                   |      |
| 5대  | 가바야마 스케노리 (樺山資紀)   | 제1차 마쓰카타 내각   | 1891년 5월 6일~1892년 8월 8일    |                   |      |
| 6대  | 니레 가게노리 (仁礼景範)       | 제2차 이토 내각       | 1892년 8월 8일~1893년 3월 11일   |                   |      |
| 7대  | 사이고 주도 (西郷従道)         | 제2차 이토 내각       | 1893년 3월 11일~1896년 9월 18일  |                   |      |
| 8대  | 사이고 주도 (西郷従道)         | 제2차 마쓰카타 내각   | 1896년 9월 18일~1898년 1월 12일  |                   |      |
| 9대  | 사이고 주도 (西郷従道)         | 제3차 이토 내각       | 1898년 1월 12일~1898년 6월 30일  |                   |      |
| 10대 | 사이고 주도 (西郷従道)         | 제1차 오쿠마 내각     | 1898년 6월 30일~1898년 11월 8일  |                   |      |
| 11대 | 야마모토 곤노효에 (山本権兵衛) | 제2차 야마가타 내각   | 1898년 11월 8일~1900년 10월 19일 |                   |      |
| 12대 | 야마모토 곤노효에 (山本権兵衛) | 제4차 이토 내각       | 1900년 10월 19일~1901년 6월 2일  |                   |      |
| 13대 | 야마모토 곤노효에 (山本権兵衛) | 제1차 가쓰라 내각     | 1901년 6월 2일~1906년 1월 7일    |                   |      |
| 14대 | 사이토 마코토 (斎藤実)         | 제1차 사이온지 내각   | 1906년 1월 7일~1908년 7월 14일   |                   |      |
| 15대 | 사이토 마코토 (斎藤実)         | 제2차 가쓰라 내각     | 1908년 7월 14일~1911년 8월 30일  |                   |      |
| 16대 | 사이토 마코토 (斎藤実)         | 제2차 사이온지 내각   | 1911년 8월 30일~1912년 12월 21일 |                   |      |
| 17대 | 사이토 마코토 (斎藤実)         | 제3차 가쓰라 내각     | 1912년 12월 21일~1913년 2월 20일 |                   |      |
| 18대 | 사이토 마코토 (斎藤実)         | 제1차 야마모토 내각   | 1913년 2월 20일~1914년 4월 16일  |                   |      |
| 19대 | 야시로 로쿠로 (八代六郎)       | 제2차 오쿠마 내각     | 1914년 4월 16일~1915년 8월 10일  |                   |      |
| 20대 | 가토 도모사부로 (加藤友三郎)   | 제2차 오쿠마 내각     | 1915년 8월 10일~1916년 10월 9일  |                   |      |
| 21대 | 가토 도모사부로 (加藤友三郎)   | 데라우치 내각         | 1916년 10월 9일~1918년 9월 29일  |                   |      |
| 22대 | 가토 도모사부로 (加藤友三郎)   | 하라 내각             | 1918년 9월 29일~1921년 11월 13일 |                   |      |
| 23대 | 가토 도모사부로 (加藤友三郎)   | 다카하시 내각         | 1921년 11월 13일~1922년 6월 12일 |                   |      |
| 24대 | 가토 도모사부로 (加藤友三郎)   | 가토 도모사부로 내각  | 1922년 6월 12일~1923년 5월 15일  | 내각총리대신 겸임 |      |
| 25대 | 다카라베 다케시 (財部彪)       | 가토 도모사부로 내각  | 1923년 5월 15일~1923년 9월 2일   |                   |      |
| 26대 | 다카라베 다케시 (財部彪)       | 제2차 야마모토 내각   | 1923년 9월 2일~1924년 1월 7일    |                   |      |
| 27대 | 무라카미 가쿠이치 (村上格一)   | 기요우라 내각         | 1924년 1월 7일~1924년 6월 11일   |                   |      |
| 28대 | 다카라베 다케시 (財部彪)       | 가토 다카아키 내각    | 1924녀 6월 11일~1926년 1월 30일  |                   |      |
| 29대 | 다카라베 다케시 (財部彪)       | 제1차 와카쓰키 내각   | 1926년 1월 30일~1927년 4월 20일  |                   |      |
| 30대 | 오카다 게이스케 (岡田啓介)     | 다나카 기이치 내각    | 1927년 4월 20일~1929년 7월 2일   |                   |      |
| 31대 | 다카라베 다케시 (財部彪)       | 하마구치 내각         | 1929년 7월 2일~1930년 10월 3일   |                   |      |
| 32대 | 아보 기요카즈 (安保清種)       | 하마구치 내각         | 1930년 10월 3일~1931년 4월 14일  |                   |      |
| 33대 | 아보 기요카즈 (安保清種)       | 제2차 와카쓰키 내각   | 1931년 4월 14일~1931년 12월 13일 |                   |      |
| 34대 | 오스미 미네오 (大角岑生)       | 이누카이 내각         | 1931년 12월 13일~1932년 5월 26일 |                   |      |
| 35대 | 오카다 게이스케 (岡田啓介)     | 사이토 내각           | 1932년 5월 26일~1933년 1월 9일   |                   |      |
| 36대 | 오스미 미네오 (大角岑生)       | 사이토 내각           | 1933년 1월 9일~1934년 7월 8일    |                   |      |
| 37대 | 오스미 미네오 (大角岑生)       | 오카다 내각           | 1934년 7월 8일~1936년 3월 9일    |                   |      |
| 38대 | 나가노 오사미 (永野修身)       | 히로타 내각           | 1936년 3월 9일~1937년 2월 2일    |                   |      |
| 39대 | 요나이 미쓰마사 (米内光政)     | 하야시 내각           | 1937년 2월 2일~1937년 6월 4일    |                   |      |
| 40대 | 요나이 미쓰마사 (米内光政)     | 제1차 고노에 내각     | 1937년 6월 4일~1939년 1월 5일    |                   |      |
| 41대 | 요나이 미쓰마사 (米内光政)     | 히라누마 내각         | 1939년 1월 5일~1939년 8월 30일   |                   |      |
| 42대 | 요시다 젠고 (吉田善吾)         | 아베 노부유키 내각    | 1939년 8월 30일~1940년 1월 16일  |                   |      |
| 43대 | 요시다 젠고 (吉田善吾)         | 요나이 내각           | 1940년 1월 16일~1940년 7월 22일  |                   |      |
| 44대 | 요시다 젠고 (吉田善吾)         | 제2차 고노에 내각     | 1940년 7월 22일~1940년 9월 5일   |                   |      |
| 45대 | 오이카와 고시로 (及川古志郎)   | 제2차 고노에 내각     | 1940년 9월 5일~1941년 7월 18일   |                   |      |
| 46대 | 오이카와 고시로 (及川古志郎)   | 제3차 고노에 내각     | 1941년 7월 18일~1941년 10월 18일 |                   |      |
| 47대 | 시마다 시게타로 (嶋田繁太郎)   | 도조 내각             | 1941년 10월 18일~1944년 7월 17일 |                   |      |
| 48대 | 노무라 나오쿠니 (野村直邦)     | 도조 내각             | 1944년 7월 17일~1944년 7월 22일  |                   |      |
| 49대 | 요나이 미쓰마사 (米内光政)     | 고이소 내각           | 1944년 7월 22일~1945년 4월 7일   |                   |      |
| 50대 | 요나이 미쓰마사 (米内光政)     | 스즈키 간타로 내각    | 1945년 4월 7일~1945년 8월 17일   |                   |      |
| 51대 | 요나이 미쓰마사 (米内光政)     | 히가시쿠니노미야 내각 | 1945년 8월 17일~1945년 10월 9일  |                   |      |
| 52대 | 요나이 미쓰마사 (米内光政)     | 시데하라 내각         | 1945년 10월 9일~1945년 12월 1일  |                   |      |

### 복원대신(復員大臣)

#### 제1복원대신(第一復員大臣)
| 대수 | 이름                         | 내각              | 임기                            | 소속 정당 | 비고              |
| ---- | ---------------------------- | ----------------- | ------------------------------- | --------- | ----------------- |
| 초대 | 시데하라 기주로 (幣原喜重郎) | 시데하라 내각     | 1945년 12월 1일~1946년 5월 22일 |           | 내각총리대신 겸임 |
| 2대  | 요시다 시게루 (吉田茂)       | 제1차 요시다 내각 | 1946년 5월 22일~1946년 6월 15일 |           | 내각총리대신 겸임 |

#### 제2복원대신(第二復員大臣)
| 대수 | 이름                         | 내각              | 임기                            | 소속 정당 | 비고              |
| ---- | ---------------------------- | ----------------- | ------------------------------- | --------- | ----------------- |
| 초대 | 시데하라 기주로 (幣原喜重郎) | 시데하라 내각     | 1945년 12월 1일~1946년 5월 22일 |           | 내각총리대신 겸임 |
| 2대  | 요시다 시게루 (吉田茂)       | 제1차 요시다 내각 | 1946년 5월 22일~1946년 6월 15일 |           | 내각총리대신 겸임 |

#### 복원청 총재(復員庁 総裁)
| 대수 | 이름                         | 내각              | 임기                             | 소속 정당 | 비고 |
| ---- | ---------------------------- | ----------------- | -------------------------------- | --------- | ---- |
| 초대 | 시데하라 기주로 (幣原喜重郎) | 제1차 요시다 내각 | 1946년 6월 15일~1947년 5월 24일  |           |      |
| 2대  | 사사모리 준조 (笹森順造)     | 가타야마 내각     | 1947년 5월 24일~1947년 10월 15일 |           |      |

### 보안청 장관(保安庁 長官)
| 대수      | 이름                         | 내각              | 내각                             | 임기                             | 소속 정당 | 비고              |
| --------- | ---------------------------- | ----------------- | -------------------------------- | -------------------------------- | --------- | ----------------- |
| 임시 대리 | 요시다 시게루 (吉田茂)       |                   | 제3차 요시다 내각 제3차 개조내각 | 1952년 8월 1일~1952년 10월 30일  | 자유당    | 내각총리대신 겸임 |
| 초대      | 기무라 도쿠타로 (木村篤太郎) | 제4차 요시다 내각 | 제4차 요시다 내각                | 1952년 10월 30일~1953년 5월 21일 |           |                   |
| 2대       | 기무라 도쿠타로 (木村篤太郎) | 제5차 요시다 내각 | 제5차 요시다 내각                | 1953년 5월 21일~1954년 6월 30일  |           |                   |

### 방위청 장관(防衛庁 長官)
| 대수      | 이름                               | 내각                           | 내각                                         | 임기                              | 소속 정당  | 비고              |
| --------- | ---------------------------------- | ------------------------------ | -------------------------------------------- | --------------------------------- | ---------- | ----------------- |
| 초대      | 기무라 도쿠타로 (木村篤太郎)       | 제5차 요시다 내각              | 제5차 요시다 내각                            | 1954년 7월 1일~1954년 12월 10일   |            |                   |
| 2대       | 오무라 세이이치 (大村清一)         | 제1차 하토야마 이치로 내각     | 제1차 하토야마 이치로 내각                   | 1954년 12월 10일~1955년 3월 19일  | 민주당     |                   |
| 3대       | 스기하라 아라타 (杉原荒太)         | 제2차 하토야마 이치로 내각     | 제2차 하토야마 이치로 내각                   | 1955년 3월 19일~1955년 7월 31일   | 민주당     |                   |
| 4대       | 스나다 시게마사 (砂田重政)         | 제2차 하토야마 이치로 내각     | 제2차 하토야마 이치로 내각                   | 1955년 7월 31일~1955년 11월 22일  | 민주당     |                   |
| 5대       | 후나다 나카 (船田中)               | 제3차 하토야마 이치로 내각     | 제3차 하토야마 이치로 내각                   | 1955년 11월 22일~1956년 12월 23일 | 자유민주당 |                   |
| 임시 대리 | 이시바시 단잔 (石橋湛山)           | 이시바시 내각                  | 이시바시 내각                                | 1956년 12월 23일~1957년 1월 31일  | 자유민주당 | 내각총리대신 겸임 |
| 임시 대리 | 기시 노부스케 (岸信介)             | 이시바시 내각                  | 이시바시 내각                                | 1957년 1월 31일~1957년 2월 2일    | 자유민주당 | 외무대신 겸임     |
| 6대       | 고다키 아키라 (小瀧彬)             | 이시바시 내각                  | 이시바시 내각                                | 1957년 2월 2일~1957년 2월 25일    | 자유민주당 |                   |
| 7대       | 고다키 아키라 (小瀧彬)             | 제1차 기시 내각                | 제1차 기시 내각                              | 1957년 2월 25일~1957년 7월 10일   | 자유민주당 |                   |
| 8대       | 쓰시마 주이치 (津島壽一)           |                                | 제1차 기시 내각 제1차 개조내각               | 1957년 7월 10일~1958년 6월 12일   | 자유민주당 |                   |
| 9대       | 사토 기센 (左藤義詮)               | 제2차 기시 내각                | 제2차 기시 내각                              | 1958년 6월 12일~1959년 1월 12일   | 자유민주당 |                   |
| 10대      | 이노 시게지로 (伊能繁次郎)         | 제2차 기시 내각                | 제2차 기시 내각                              | 1959년 1월 12일~1959년 6월 18일   | 자유민주당 |                   |
| 11대      | 아카기 무네노리 (赤城宗徳)         |                                | 제2차 기시 내각 개조내각                     | 1959년 6월 18일~1960년 7월 19일   | 자유민주당 |                   |
| 12대      | 에사키 마스미 (江崎真澄)           | 제1차 이케다 내각              | 제1차 이케다 내각                            | 1960년 7월 19일~1960년 12월 8일   | 자유민주당 |                   |
| 13대      | 니시무라 나오미 (西村直己)         | 제2차 이케다 내각              | 제2차 이케다 내각                            | 1960년 12월 8일~1961년 7월 18일   | 자유민주당 |                   |
| 14대      | 후지에다 센스케 (藤枝泉介)         |                                | 제2차 이케다 내각 제1차 개조내각             | 1961년 7월 18일~1962년 7월 18일   | 자유민주당 |                   |
| 15대      | 시가 겐지로 (志賀健次郎)           |                                | 제2차 이케다 내각 제2차 개조내각             | 1962년 7월 18일~1963년 7월 18일   | 자유민주당 |                   |
| 16대      | 후쿠다 도쿠야스 (福田篤泰)         |                                | 제2차 이케다 내각 제3차 개조내각             | 1963년 7월 18일~1963년 12월 9일   | 자유민주당 |                   |
| 17대      | 후쿠다 도쿠야스 (福田篤泰)         | 제3차 이케다 내각              | 제3차 이케다 내각                            | 1963년 12월 9일~1964년 7월 18일   | 자유민주당 |                   |
| 18대      | 고이즈미 준야 (小泉純也)           |                                | 제3차 이케다 내각 개조내각                   | 1964년 7월 18일~1964년 11월 9일   | 자유민주당 |                   |
| 19대      | 고이즈미 준야 (小泉純也)           | 제1차 사토 내각                | 제1차 사토 내각                              | 1964년 11월 9일~1965년 6월 3일    | 자유민주당 |                   |
| 20대      | 마쓰노 라이조 (松野頼三)           |                                | 제1차 사토 내각 제1차 개조내각               | 1965년 6월 3일~1966년 8월 1일     | 자유민주당 |                   |
| 21대      | 간바야시야마 에이키치 (上林山栄吉) |                                | 제1차 사토 내각 제2차 개조내각               | 1966년 8월 1일~1966년 12월 3일    | 자유민주당 |                   |
| 22대      | 마스다 가네시치 (増田甲子七)       |                                | 제1차 사토 내각 제3차 개조내각               | 1966년 12월 3일~1967년 2월 17일   | 자유민주당 |                   |
| 23대      | 마스다 가네시치 (増田甲子七)       | 제2차 사토 내각                | 제2차 사토 내각                              | 1967년 2월 17일~1967년 11월 25일  | 자유민주당 |                   |
| 23대      | 마스다 가네시치 (増田甲子七)       |                                | 제2차 사토 내각 제1차 개조내각               | 1967년 11월 25일~1968년 11월 30일 | 자유민주당 |                   |
| 24대      | 아리타 기이치 (有田喜一)           |                                | 제2차 사토 내각 제2차 개조내각               | 1968년 11월 30일~1970년 1월 14일  | 자유민주당 |                   |
| 25대      | 나카소네 야스히로 (中曽根康弘)     | 제3차 사토 내각                | 제3차 사토 내각                              | 1970년 1월 14일~1971년 7월 5일    | 자유민주당 |                   |
| 26대      | 마스하라 게이키치 (增原惠吉)       |                                | 제3차 사토 내각 개조내각                     | 1971년 7월 5일~1971년 8월 2일     | 자유민주당 |                   |
| 27대      | 니시무라 나오미 (西村直己)         | 1971년 8월 2일~1971년 12월 3일 | 제3차 사토 내각 개조내각                     | 자유민주당                        |            |                   |
| 28대      | 에사키 마스미 (江崎真澄)           | 1971년 12월 3일~1972년 7월 7일 | 제3차 사토 내각 개조내각                     | 자유민주당                        |            |                   |
| 29대      | 마스하라 게이키치 (增原惠吉)       | 제1차 다나카 가쿠에이 내각     | 제1차 다나카 가쿠에이 내각                   | 1972년 7월 7일~1972년 12월 22일   | 자유민주당 |                   |
| 30대      | 마스하라 게이키치 (增原惠吉)       | 제2차 다나카 가쿠에이 내각     | 제2차 다나카 가쿠에이 내각                   | 1972년 12월 22일~1973년 5월 29일  | 자유민주당 |                   |
| 31대      | 야마나카 사다노리 (山中貞則)       | 제2차 다나카 가쿠에이 내각     | 제2차 다나카 가쿠에이 내각                   | 1973년 5월 29일~1973년 11월 25일  | 자유민주당 |                   |
| 31대      | 야마나카 사다노리 (山中貞則)       |                                | 제2차 다나카 가쿠에이 내각 제1차 개조내각    | 1973년 11월 25일~1974년 11월 11일 | 자유민주당 |                   |
| 32대      | 우노 소스케 (宇野宗佑)             |                                | 제2차 다나카 가쿠에이 내각 제2차 개조내각    | 1974년 11월 11일~1974년 12월 9일  | 자유민주당 |                   |
| 33대      | 사카타 미치타 (坂田道太)           | 미키 내각                      | 미키 내각                                    | 1974년 12월 9일~1976년 9월 15일   | 자유민주당 |                   |
| 33대      | 사카타 미치타 (坂田道太)           |                                | 미키 내각 개조내각                           | 1976년 9월 15일~1976년 12월 24일  | 자유민주당 |                   |
| 34대      | 미하라 아사오 (三原朝雄)           | 후쿠다 다케오 내각             | 후쿠다 다케오 내각                           | 1976년 12월 24일~1977년 11월 28일 | 자유민주당 |                   |
| 35대      | 가네마루 신 (金丸信)               |                                | 후쿠다 다케오 내각 개조내각                  | 1977년 11월 28일~1978년 12월 7일  | 자유민주당 |                   |
| 36대      | 야마시타 간리 (山下元利)           | 제1차 오히라 내각              | 제1차 오히라 내각                            | 1978년 12월 7일~1979년 11월 9일   | 자유민주당 |                   |
| 37대      | 구보타 엔지 (久保田円次)           | 제2차 오히라 내각              | 제2차 오히라 내각                            | 1979년 11월 9일~1980년 2월 4일    | 자유민주당 |                   |
| 38대      | 호소다 기치조 (細田吉蔵)           | 제2차 오히라 내각              | 제2차 오히라 내각                            | 1980년 2월 4일~1980년 7월 17일    | 자유민주당 |                   |
| 39대      | 오무라 조지 (大村襄治)             | 스즈키 젠코 내각               | 스즈키 젠코 내각                             | 1980년 7월 17일~1981년 11월 30일  | 자유민주당 |                   |
| 40대      | 이토 소이치로 (伊藤宗一郎)         |                                | 스즈키 젠코 내각 개조내각                    | 1981년 11월 30일~1982년 11월 27일 |            |                   |
| 41대      | 다니카와 가즈오 (谷川和穂)         | 제1차 나카소네 내각            | 제1차 나카소네 내각                          | 1982년 11월 27일~1983년 12월 27일 | 자유민주당 |                   |
| 42대      | 구리하라 유코 (栗原祐幸)           | 제2차 나카소네 내각            | 제2차 나카소네 내각                          | 1983년 12월 27일~1984년 11월 1일  | 자유민주당 |                   |
| 43대      | 가토 고이치 (加藤紘一)             |                                | 제2차 나카소네 내각 제1차 개조내각           | 1984년 11월 1일~1985년 12월 28일  | 자유민주당 |                   |
| 43대      | 가토 고이치 (加藤紘一)             |                                | 제2차 나카소네 내각 제2차 개조내각           | 1985년 12월 28일~1986년 7월 22일  | 자유민주당 |                   |
| 44대      | 구리하라 유코 (栗原祐幸)           | 제3차 나카소네 내각            | 제3차 나카소네 내각                          | 1986년 7월 22일~1987년 11월 6일   | 자유민주당 |                   |
| 45대      | 가와라 쓰토무 (瓦力)               | 다케시타 내각                  | 다케시타 내각                                | 1987년 11월 6일~1988년 8월 24일   | 자유민주당 |                   |
| 46대      | 다자와 기치로 (田沢吉郎)           | 다케시타 내각                  | 다케시타 내각                                | 1988년 8월 24일~1988년 12월 27일  | 자유민주당 |                   |
| 46대      | 다자와 기치로 (田沢吉郎)           |                                | 다케시타 내각 개조내각                       | 1988년 12월 27일~1989년 6월 3일   | 자유민주당 |                   |
| 47대      | 야마사키 다쿠 (山崎拓)             | 우노 내각                      | 우노 내각                                    | 1989년 6월 3일~1989년 8월 10일    | 자유민주당 |                   |
| 48대      | 마쓰모토 쥬타로 (松本十郎)         | 제1차 가이후 내각              | 제1차 가이후 내각                            | 1989년 8월 10일~1990년 2월 28일   | 자유민주당 |                   |
| 49대      | 이시카와 요조 (石川要三)           | 제2차 가이후 내각              | 제2차 가이후 내각                            | 1990년 2월 28일~1990년 12월 29일  | 자유민주당 |                   |
| 50대      | 이케다 유키히코 (池田行彦)         |                                | 제2차 가이후 내각 개조내각                   | 1990년 12월 29일~1991년 11월 5일  | 자유민주당 |                   |
| 51대      | 미야시타 소헤이 (宮下創平)         | 미야자와 내각                  | 미야자와 내각                                | 1991년 11월 5일~1992년 12월 12일  | 자유민주당 |                   |
| 52대      | 나카야마 도시오 (中山利生)         |                                | 미야자와 내각 개조내각                       | 1992년 12월 12일~1993년 8월 8일   | 자유민주당 |                   |
| 53대      | 나카니시 게이스케 (中西啓介)       | 호소카와 내각                  | 호소카와 내각                                | 1993년 8월 8일~1993년 12월 2일    | 신생당     |                   |
| 54대      | 아이치 가즈오 (愛知和男)           | 호소카와 내각                  | 호소카와 내각                                | 1993년 12월 2일~1994년 4월 28일   | 신생당     |                   |
| 임시 대리 | 하타 쓰토무 (羽田孜)               | 하타 내각                      | 하타 내각                                    | 1994년 4월 28일~1994년 4월 28일   | 신생당     | 내각총리대신 겸임 |
| 55대      | 간다 아츠시 (神田厚)               | 하타 내각                      | 하타 내각                                    | 1994년 4월 28일~1994년 6월 30일   | 민주사회당 |                   |
| 56대      | 다마자와 도쿠이치로 (玉澤徳一郎)   | 무라야마 내각                  | 무라야마 내각                                | 1994년 6월 30일~1995년 8월 8일    | 자유민주당 |                   |
| 57대      | 에토 세시로 (衛藤征士郎)           |                                | 무라야마 내각 개조내각                       | 1995년 8월 8일~1996년 1월 11일    | 자유민주당 |                   |
| 58대      | 우스이 히데오 (臼井日出男)         | 제1차 하시모토 내각            | 제1차 하시모토 내각                          | 1996년 1월 11일~1996년 11월 7일   | 자유민주당 |                   |
| 59대      | 규마 후미오 (久間章生)             | 제2차 하시모토 내각            | 제2차 하시모토 내각                          | 1996년 11월 7일~1997년 9월 11일   | 자유민주당 |                   |
| 59대      | 규마 후미오 (久間章生)             |                                | 제2차 하시모토 내각 개조내각                 | 1997년 9월 11일~1998년 7월 30일   | 자유민주당 |                   |
| 60대      | 누카가 후쿠시로 (額賀福志郎)       | 오부치 내각                    | 오부치 내각                                  | 1998년 7월 30일~1998년 11월 20일  | 자유민주당 |                   |
| 61대      | 노로타 호세이 (野呂田芳成)         | 오부치 내각                    | 오부치 내각                                  | 1998년 11월 20일~1999년 1월 4일   | 자유민주당 |                   |
| 61대      | 노로타 호세이 (野呂田芳成)         |                                | 오부치 내각 제1차 개조내각                   | 1999년 1월 14일~1999년 10월 5일   | 자유민주당 |                   |
| 62대      | 가와라 쓰토무 (瓦力)               |                                | 오부치 내각 제2차 개조내각                   | 1999년 10월 5일~2000년 4월 5일    | 자유민주당 |                   |
| 63대      | 가와라 쓰토무 (瓦力)               | 제1차 모리 내각                | 제1차 모리 내각                              | 2000년 4월 5일~2000년 7월 4일     | 자유민주당 |                   |
| 64대      | 도라시마 가즈오 (虎島和夫)         | 제2차 모리 내각                | 제2차 모리 내각                              | 2000년 7월 4일~2000년 12월 5일    | 자유민주당 |                   |
| 65대      | 사이토 도시쓰구 (斉藤斗志二)       |                                | 제2차 모리 내각 개조내각 (중앙 성청 개편 전) | 2000년 12월 5일~2001년 1월 5일    | 자유민주당 |                   |
| 66대      | 사이토 도시쓰구 (斉藤斗志二)       |                                | 제2차 모리 내각 개조내각 (중앙 성청 개편 전) | 2001년 1월 6일~2001년 4월 26일    | 자유민주당 |                   |
| 67대      | 나카타니 겐 (中谷元)               | 제1차 고이즈미 내각            | 제1차 고이즈미 내각                          | 2001년 4월 26일~2002년 9월 30일   | 자유민주당 |                   |
| 68대      | 이시바 시게루 (石破茂)             |                                | 제1차 고이즈미 내각 제1차 개조내각           | 2002년 9월 30일~2003년 9월 22일   | 자유민주당 |                   |
| 68대      | 이시바 시게루 (石破茂)             |                                | 제1차 고이즈미 내각 제2차 개조내각           | 2003년 9월 22일~2003년 11월 19일  | 자유민주당 |                   |
| 69대      | 이시바 시게루 (石破茂)             | 제2차 고이즈미 내각            | 제2차 고이즈미 내각                          | 2003년 11월 19일~2004년 9월 27일  | 자유민주당 |                   |
| 70대      | 오노 요시노리 (大野功統)           |                                | 제2차 고이즈미 내각 개조내각                 | 2004년 9월 27일~2005년 9월 21일   | 자유민주당 |                   |
| 71대      | 오노 요시노리 (大野功統)           | 제3차 고이즈미 내각            | 제3차 고이즈미 내각                          | 2005년 9월 21일~2005년 10월 31일  | 자유민주당 |                   |
| 72대      | 누카가 후쿠시로 (額賀福志郎)       |                                | 제3차 고이즈미 내각 개조내각                 | 2005년 10월 31일~2006년 9월 26일  | 자유민주당 |                   |
| 72대      | 규마 후미오 (久間章生)             | 제1차 아베 신조 내각           | 제1차 아베 신조 내각                         | 2006년 9월 26일~2007년 1월 8일    | 자유민주당 |                   |

### 방위대신(防衛大臣)
| 대수 | 이름                           | 내각                           | 내각                                | 임기                             | 소속 정당  | 비고 |
| ---- | ------------------------------ | ------------------------------ | ----------------------------------- | -------------------------------- | ---------- | ---- |
| 초대 | 규마 후미오 (久間章生)         | 제1차 아베 신조 내각           | 제1차 아베 신조 내각                | 2007년 1월 9일~2007년 7월 4일    | 자유민주당 |      |
| 2대  | 고이케 유리코 (小池百合子)     | 제1차 아베 신조 내각           | 제1차 아베 신조 내각                | 2007년 7월 4일~2007년 8월 27일   | 자유민주당 |      |
| 3대  | 고무라 마사히코 (高村正彦)     |                                | 제1차 아베 신조 내각 개조내각       | 2007년 8월 27일~2007년 9월 26일  | 자유민주당 |      |
| 4대  | 이시바 시게루 (石破茂)         | 후쿠다 야스오 내각             | 후쿠다 야스오 내각                  | 2007년 9월 26일~2008년 8월 2일   | 자유민주당 |      |
| 5대  | 하야시 요시마사 (林芳正)       |                                | 후쿠다 야스오 내각 개조내각         | 2008년 8월 2일~2008년 9월 24일   | 자유민주당 |      |
| 6대  | 하마다 야스카즈 (浜田靖一)     | 아소 내각                      | 아소 내각                           | 2008년 9월 24일~2009년 9월 16일  | 자유민주당 |      |
| 7대  | 기타자와 도시미 (北澤俊美)     | 하토야마 유키오 내각           | 하토야마 유키오 내각                | 2009년 9월 16일~2010년 6월 8일   | 민주당     |      |
| 8대  | 기타자와 도시미 (北澤俊美)     | 간 내각                        | 간 내각                             | 2010년 6월 8일~2010년 9월 17일   | 민주당     |      |
| 8대  | 기타자와 도시미 (北澤俊美)     |                                | 간 내각 제1차 개조내각              | 2010년 9월 17일~2011년 1월 14일  | 민주당     |      |
| 8대  | 기타자와 도시미 (北澤俊美)     |                                | 간 내각 제2차 개조내각              | 2011년 1월 14일~2011년 9월 2일   | 민주당     |      |
| 9대  | 이치카와 야스오 (一川保夫)     | 노다 내각                      | 노다 내각                           | 2011년 9월 2일~2012년 1월 13일   | 민주당     |      |
| 10대 | 다나카 나오키 (田中直紀)       |                                | 노다 내각 제1차 개조내각            | 2012년 1월 13일~2012년 10월 1일  | 민주당     |      |
| 10대 | 다나카 나오키 (田中直紀)       |                                | 노다 내각 제2차 개조내각            | 2012년 10월 1일~2012년 6월 4일   | 민주당     |      |
| 11대 | 모리모토 사토시 (森本敏)       |                                | 노다 내각 제3차 개조내각            | 2012년 6월 4일~2012년 12월 26일  | 무소속     |      |
| 12대 | 오노데라 이쓰노리 (小野寺五典) | 제2차 아베 신조 내각           | 제2차 아베 신조 내각                | 2012년 12월 26일~2014년 9월 3일  | 자유민주당 |      |
| 13대 | 에도 아키노리 (江渡聡徳)       |                                | 제2차 아베 신조 내각 개조내각       | 2014년 9월 3일~2014년 12월 24일  | 자유민주당 |      |
| 14대 | 나카타니 겐 (中谷元)           | 제3차 아베 신조 내각           | 제3차 아베 신조 내각                | 2014년 12월 24일~2015년 10월 7일 | 자유민주당 |      |
| 14대 | 나카타니 겐 (中谷元)           |                                | 제3차 아베 신조 내각 제1차 개조내각 | 2015년 10월 7일~2016년 8월 3일   | 자유민주당 |      |
| 15대 | 이나다 도모미 (稲田朋美)       |                                | 제3차 아베 신조 내각 제2차 개조내각 | 2016년 8월 3일~2017년 7월 28일   | 자유민주당 |      |
| 16대 | 기시다 후미오 (岸田文雄)       |                                | 제3차 아베 신조 내각 제2차 개조내각 | 2017년 7월 28일~2017년 8월 3일   | 자유민주당 |      |
| 17대 | 오노데라 이쓰노리 (小野寺五典) |                                | 제3차 아베 신조 내각 제3차 개조내각 | 2017년 8월 3일~2017년 11월 1일   | 자유민주당 |      |
| 18대 | 오노데라 이쓰노리 (小野寺五典) | 제4차 아베 신조 내각           | 제4차 아베 신조 내각                | 2017년 11월 1일~2018년 10월2일   | 자유민주당 |      |
| 19대 | 이와야 다케시 (岩屋毅)         |                                | 제4차 아베 신조 내각 제1차 개조내각 | 2018년 10월 2일~2019년 9월 11일  | 자유민주당 |      |
| 20대 | 고노 다로 (河野太郎)           |                                | 제4차 아베 신조 내각 제2차 개조내각 | 2019년 9월 11일~2020년 9월 16일  | 자유민주당 |      |
| 21대 | 기시 노부오 (岸信夫)           | 스가 내각                      | 스가 내각                           | 2020년 9월 16일~2021년 10월 4일  | 자유민주당 |      |
| 22대 | 기시 노부오 (岸信夫)           | 제1차 기시다 내각              | 제1차 기시다 내각                   | 2021년 10월 4일~2021년 11월 10일 | 자유민주당 |      |
| 23대 | 기시 노부오 (岸信夫)           | 제2차 기시다 내각              | 제2차 기시다 내각                   | 2021년 11월 10일~2022년 8월 10일 | 자유민주당 |      |
| 24대 | 하마다 야스카즈 (浜田靖一)     |                                | 제2차 기시다 개조내각               | 2022년 8월 10일~2023년 9월 13일  | 자유민주당 |      |
| 25대 | 기하라 미노루 （木原稔）       | 제2차 기시다 내각 (제2차 개조) | 제2차 기시다 내각 (제2차 개조)      | 2023년 9월 13일~                 | 자유민주당 |      |

## 같이 보기
- 일본 방위성
- 일본의 방위부대신